# Squamidium cuspidatum
Squamidium cuspidatum là một loài Rêu trong họ Meteoriaceae. Loài này được Sehnem mô tả khoa học đầu tiên năm 1980.